# Colin Hill
Colin Hill (Uxbridge, 13 novembre 1963) è un ex calciatore nordirlandese, di ruolo difensore.

## Carriera

### Club
Durante la sua carriera ha totalizzato 434 presenze e 10 gol tra i professionisti, giocando soprattutto in Inghilterra ma con brevi esperienze in Portogallo e Svezia. Ha giocato tra la Premier League e la quarta divisione inglese.

### Nazionale
Esordisce il 27 marzo 1990 contro la Norvegia. Uscito dal giro della Nazionale nel 1991, ci rientra nel 1995, a 31 anni, giocando per l'Irlanda del Nord fino al 1998.

## Palmarès

### Club

#### Competizioni nazionali
- Coppa di Lega inglese: 1

Leicester City: 1996-1997